# Synthyris
Synthyris es un género de plantas de flores de la familia Scrophulariaceae con 42 especies. 

## Especies seleccionadas
- Synthyris alpina
- Synthyris borealis
- Synthyris bullii
- Synthyris canbyi
- Synthyris cordata

- Datos: Q8273847
- Multimedia: Synthyris / Q8273847
- Especies: Veronica subg. Synthyris